# HD 172671
HD 172671，又名BD+40 3446，SAO 47676、HR 7017，是一颗恒星，视星等为6.25，位于銀經69.77，銀緯19.49，其B1900.0坐标为赤經18h 36m 19.6s，赤緯+40° 19.49′ 36″。